# Cerceis pravipalma
Cerceis pravipalma is een pissebed uit de familie Sphaeromatidae. De wetenschappelijke naam van de soort is voor het eerst geldig gepubliceerd in 1982 door Harrison & Holdich.